# 헬렌 웨스트콧
헬렌 웨스트콧(Helen Westcott, 1928년 1월 1일 ~ 1998년 3월 17일)은 미국의 배우, 텔레비전 배우, 연극 배우, 영화배우이다.
로스앤젤레스에서 태어났으며 에드먼즈에서 사망하였다. 사인은 암이다.

## 영화
- 꿈의 조각들 (1970년)
- 내 사랑 조디 (1970년)
- 닥터 게논 (1969년)
- 보난자 (1959년)
- 가즈 리틀 에이커 (1958년) - 로사먼드 역
- 인비저블 어벤저 (1958년)
- 교정의 괴물 (1958년)
- 애보트와 코스텔로 닥터 지킬과 미스터 하이드 만나다 (1953년)
- 내 마음 속의 노래와 (1952년)
- 낯선 사람으로부터의 전화 (1952년)
- 건파이터 (1950년)
- 벨브디어씨 대학가다 (1949년)
- 돈 쥬앙의 모험 (1948년)